# Убийство священного оленя
«Убийство священного оленя» (англ. The Killing of a Sacred Deer) — психологический триллер режиссёра Йоргоса Лантимоса. Фильм участвовал в основном конкурсе Каннского кинофестиваля 2017 года, где Йоргос Лантимос и Эфтимис Филиппу выиграли приз за лучший сценарий. Выход в широкий прокат в США состоялся 27 октября 2017 года, в России — 15 февраля 2018 года. Премьера на российском телевидении состоялась 14 июня 2019 года на Первом канале.

## Сюжет
Фильм рассказывает о кардиохирурге Стивене Мёрфи, который знакомится с 16-летним Мартином Ленгом — сыном пациента, умершего во время операции несколько лет назад. Стивен делает юноше подарки и знакомит со своей семьёй, однако вскоре начинает избегать слишком назойливого знакомого. Однажды младший сын доктора Боб перестаёт чувствовать ноги. Обследования ничего не дают: согласно всем анализам, его состояние должно быть нормальным. Загадку происходящего раскрывает Мартин: Стивен, которого юноша считает виновным в смерти отца, должен сделать непростой выбор и принести в жертву кого-то из членов своей семьи, иначе все его близкие умрут один за другим.

## В ролях
- Колин Фаррелл — доктор Стивен Мёрфи, муж Анны, отец Боба и Ким
- Николь Кидман — Анна Мёрфи, жена Стивена, мать Боба и Ким
- Барри Кеоган — Мартин, близкий друг Ким, сын погибшего пациента
- Рэффи Кэссиди — Кимберли «Ким» Мёрфи, дочь Стивена и Анны, сестра Боба
- Санни Салджик — Боб Мёрфи, сын Стивена и Анны, брат Ким
- Алисия Сильверстоун — мать Мартина
- Билл Кэмп — Мэттью Уильямс

## Производство
11 мая 2016 года было объявлено, что в фильме сыграет Колин Фаррелл, а Йоргос Лантимос и Эфтимис Филиппу напишут к нему сценарий. В июне 2016 года Николь Кидман была выбрана на роль жены персонажа Фаррелла. В августе к актёрскому составу присоединились Алисия Сильверстоун, Рэффи Кэссиди, Билл Кэмп, Барри Кеоган и Санни Салджик.

### Съёмки
Основные съёмки проходили в городе Цинциннати, в больнице Христа.

## Критика
Фильм получил положительные отзывы кинокритиков. На сайте Rotten Tomatoes фильм имеет рейтинг 79 % на основе 196 рецензий со средним баллом 7,7 из 10. На сайте Metacritic фильм имеет оценку 73 из 100 на основе 45 рецензий критиков, что соответствует статусу «в целом положительных отзывов».

## Награды и номинации
- 2017 — приз за лучший сценарий Каннского кинофестиваля (Эфтимис Филиппу, Йоргос Лантимос).
- 2017 — приз критиков на Каталонском кинофестивале в Сиджесе (Йоргос Лантимос).
- 2017 — участие в конкурсной программе Гентского кинофестиваля.
- 2017 — три номинации на премию Европейской киноакадемии: лучший европейский режиссёр (Йоргос Лантимос), лучший европейский сценарист (Эфтимис Филиппу, Йоргос Лантимос), лучший европейский актёр (Колин Фаррелл).
- 2018 — номинация на премию AACTA Awards за лучшую женскую роль второго плана (Николь Кидман).
- 2018 — две номинации на премию «Независимый дух»: лучшая мужская роль второго плана (Барри Кеоган), лучшая операторская работа (Тимиос Бакатакис).
- 2018 — номинация на премию Лондонского кружка кинокритиков лучшему британскому или ирландскому актёру года (Колин Фаррелл).